# Neoclypeodytes cinctellus
Neoclypeodytes cinctellus är en skalbaggsart som först beskrevs av Leconte 1852.  Neoclypeodytes cinctellus ingår i släktet Neoclypeodytes och familjen dykare. Inga underarter finns listade i Catalogue of Life.